# Cupă optică (anatomie)
Cupa optică este zona albă, asemănătoare unei cupe, din centrul discului optic⁠(d).
Raportul dintre mărimea cupei optice și cea a discului optic (raportul cupă-disc sau C/D) este o măsură utilizată în diagnosticarea glaucomului. Acest raport poate fi măsurat pe orizontală sau pe verticală la același pacient. Raporturile C/D pot varia foarte mult la persoanele sănătoase. Cu toate acestea, raporturile verticale mari sau foarte diferite între cei doi ochi pot provoca suspiciunea de glaucom. Un raport C/D care se mărește în plan vertical pe parcursul unor luni sau al unor ani sugerează prezența glaucomului.

## Raportul cupă-disc
Raportul cupă-disc (notat adesea CDR) este o măsurătoare utilizată în oftalmologie și optometrie⁠(d) pentru a evalua progresia glaucomului. Discul optic⁠(d) este locul anatomic al „punctului orb” al ochiului, zona de unde pleacă nervul optic și unde vasele de sânge intră în retină. Discul optic poate fi plat sau poate avea o excavație normală. Însă glaucomul, care este asociat în majoritatea cazurilor cu o creștere a presiunii intraoculare⁠(d), provoacă adesea o excavație patologică suplimentară a discului optic. Marginea roz a discului conține fibre nervoase. Cupa albă reprezintă o excavație fără fibre nervoase. Pe măsură ce glaucomul avansează, cupa se mărește până când ocupă cea mai mare parte a suprafeței discului.
Raportul cupă-disc compară diametrul porțiunii cupei a discului optic cu diametrul total al discului optic. O analogie bună pentru a înțelege mai bine raportul cupă-disc este raportul dintre gaura unei gogoși și gogoașa întreagă. Gaura reprezintă cupa, iar zona înconjurătoare discul. Dacă cupa reprezintă 1/10 din disc, atunci raportul va fi 0,1. Dacă ea reprezintă 7/10 din disc, atunci raportul este 0,7. Raportul cupă-disc normal este mai mic de 0,5. Un raport cupă-disc mare poate sugera glaucom sau altă patologie. Totuși, existența în sine a unei excavații nu indică prezența glaucomului. Mai degrabă, o creștere a excavației pe măsură ce pacientul îmbătrânește este un indicator al glaucomului. Excavația profundă, dar stabilă, poate apărea din cauza unor factori ereditari care nu au legătură cu glaucomul.